# Ross Township (comté de Pike, Illinois)
Ross Township est un township du comté de Pike dans l'Illinois, aux États-Unis,. En 2010, le township comptait une population de 70 habitants.

## Source de la traduction
- (en) Cet article est partiellement ou en totalité issu de l’article de Wikipédia en anglais intitulé « Ross Township, Pike County, Illinois » (voir la liste des auteurs).